# Carlos Costa Neves
Carlos Henrique Costa Neves (ur. 16 czerwca 1954 w Angra do Heroísmo) – portugalski polityk, samorządowiec związany z Azorami, poseł do Parlamentu Europejskiego (od 1994 do 2002), minister.

## Życiorys
Ukończył w 1976 studia prawnicze na Uniwersytecie w Lizbonie. Pracował jako urzędnik różnych szczebli oraz w instytucjach ubezpieczeniowych.
W 1977 wstąpił do Partii Socjaldemokratycznej, pełnił kierownicze funkcje w regionalnym oddziale partii (m.in. stał na czele PSD na Azorach). W latach 1979–1981 był radnym Angra do Heroísmo, ponownie w radzie tej miejscowości zasiadł w 2002. Od 1980 do 1988 wykonywał mandat deputowanego do zgromadzenia regionalnego Azorów. Od 1981 był sekretarzem regionalnym ds. społecznych, w latach 1988–1992 pełnił funkcję sekretarza regionalnego ds. wewnętrznych w administracji Azorów. W latach 1992–1994 był prezesem zarządu linii lotniczych SATA Air Açores.
W 1994 i 1999 uzyskiwał mandat posła do Parlamentu Europejskiego IV i V kadencji. Należał do grupy chadeckiej, pracował w Komisji Budżetowej oraz w Komisji ds. Kobiet i Wyrównywania Szans. W PE zasiadał do 2002.
Zrezygnował w związku z objęciem stanowiska sekretarza stanu ds. europejskich w rządzie, na czele którego stał José Manuel Barroso. Od 2004 do 2005 był ministrem rolnictwa, rybołówstwa i leśnictwa w gabinecie Pedra Santany Lopesa. W wyborach w 2009 z listy PSD został wybrany do Zgromadzenia Republiki XI kadencji, mandat utrzymywał także w 2011 i 2015. 30 października 2015 nominowany na ministra ds. kontaktów z parlamentem w drugim gabinecie Pedra Passosa Coelho, zakończył urzędowanie wraz z całym rządem 26 listopada tego samego roku.